# ماوريسيو سولير
ماوريسيو سولير (بالإسبانية: Mauricio Soler)‏ ولد بتاريخ 14 يناير 1983 في كولومبيا، هو دراج كولومبي سابق في صنف سباق الدراجات على الطريق.

## سجل النتائج

### سباقات أو مراحل فاز بها
- طواف فرنسا
- طواف سويسرا

## وصلات خارجية
- الموقع%20الرسمي

## روابط خارجية
- ماوريسيو سولير على موقع الاتحاد الدولي للدراجات (الإنجليزية)
- ماوريسيو سولير على موقع أرشيف الدراجات (الإنجليزية)
- ماوريسيو سولير على موقع إحصائيات الدراجات الإحترافية (الإنجليزية)
- ماوريسيو سولير على موقع نسبة الدراجات (الإنجليزية)
- ماوريسيو سولير على موقع CycleBase (الإنجليزية)